# 8440 Wigeon
8440 Wigeon este un asteroid din centura principală de asteroizi.

## Descriere
8440 Wigeon este un asteroid din centura principală de asteroizi. A fost descoperit pe 17 octombrie 1977 la Observatorul Palomar de Cornelis Johannes van Houten, Ingrid van Houten-Groeneveld și Tom Gehrels. Asteroidul prezintă o orbită caracterizată de o semiaxă mare de 2,78 ua, o excentricitate de 0,14 și o înclinație de 7,7° în raport cu ecliptica.